# Cymatona kampyla
Cymatona kampyla is een slakkensoort uit de familie van de Cymatiidae. De wetenschappelijke naam van de soort werd voor het eerst geldig gepubliceerd in 1885 door Robert Boog Watson als Nassaria kampyla.